# FichKona

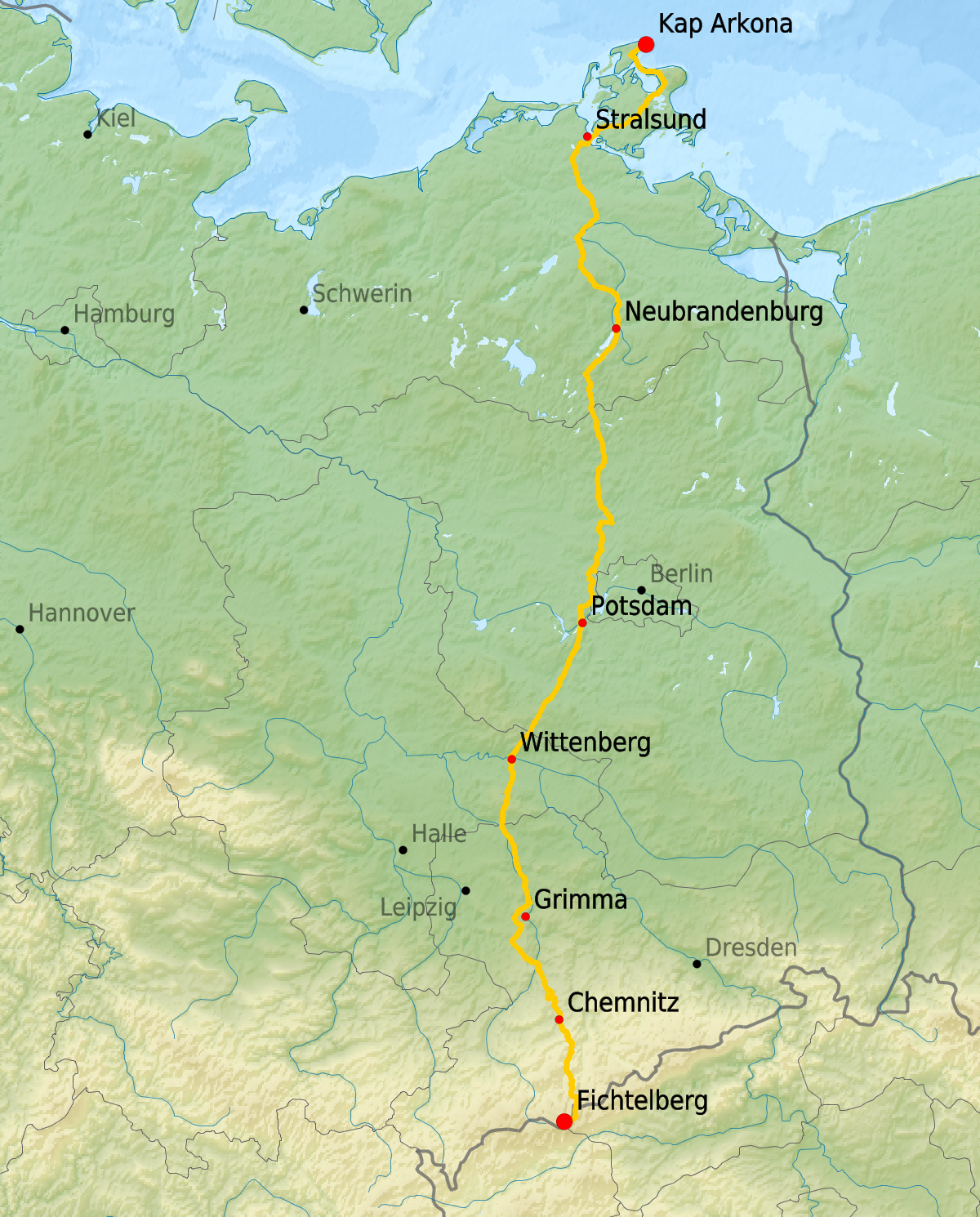
Route des Fichkona Radmarathon

Die FichKona ist ein Radmarathon. Er führt über mehr als 600 km nonstop vom Fichtelberg (1214 ü. NN) im Erzgebirge Richtung Norden zum Kap Arkona (45 m ü. NN) an der Ostsee, welches in unter 24 Stunden erreicht werden soll (max. innerhalb von 26 Stunden). Erstmals ausgetragen wurde er 1998 und findet seitdem jährlich statt.

## Geschichte
Bereits vor der ersten Fichkona hatte ihr Initiator Olaf Schau die Strecke vom Fichtelberg zur Insel Rügen in zwei Tagesetappen bezwungen. 1998 fuhr er dann erstmals mit 7 Mitstreitern nonstop vom Fichtelberg an die Ostsee, wovon 7 das Kap Arkona nach 23 Stunden und 47 Minuten erreichten. Seitdem vergrößerte sich die Anzahl der Fahrer von Jahr zu Jahr, waren es 1999 noch 30 Fahrer, so nahmen an der Fichkona 2014 insgesamt 185 Radfahrer teil, im Jahr 2015 waren es 193 Radler. 
Am 17./18. Juni 2023 bei der 24. Auflage waren es 180 Teilnehmer, darunter 12 Frauen, in vier Tempogruppen.

## Strecke
Die Strecke startet am zweithöchsten Berg des Erzgebirges und endet an der Ostsee. Auf dem Weg sind mehr als 2600 Höhenmeter zu überwinden. Die Strecke führt über Chemnitz, Grimma, Wittenberg, Potsdam, Neustrelitz, Neubrandenburg und Stralsund, bis schließlich nach aktuell 611 km das Ziel am Kap Arkona erreicht wird. Jedes Jahr verändert sich die Strecke durch Umleitungen oder neue Straßenabschnitte.
Eine erste Streckenbestzeit wurde Anfang der 1990er Jahre von Chemnitzer Radsportlern mit 19 Stunden und 40 Minuten markiert.
Bei der Fichkona wurde diese bei der 6. Austragung 2003 mit 19 Stunden und 29 Minuten unterboten. Im Jahr 2008 wurde eine nur wenig bessere Zeit von 19 Stunden und 26 Minuten aufgestellt.
2014 fuhren 18 Herren in einer einmaligen Express-Gruppe in 18 Stunden und 38 Minuten zum Kap Arkona, die letzten 200 Kilometer davon im Dauerregen.
FichKona wird als Brevet und nicht als Radrennen gefahren. Auch wenn es Gruppen gibt, die jeweils ein eigenes Tempo fahren, kommt es vor allem auf das gemeinsame Erlebnis in der Gruppe, den Austausch mit Gleichgesinnten und die gemeinsame Ankunft auf Kap Arkona an.